# Norbert Seidel
Norbert Seidel (* 31. Juli 1939 in Breslau) ist ein deutscher Jurist. Er war ab Oktober 1981 Verwaltungs- und Finanzdirektor des WDR und ab Oktober 1996 zusätzlich stellvertretender Intendant des WDR.

## Werdegang

### Ausbildung
Nach dem Abitur 1959 begann er ein Studium der Rechtswissenschaften an der Freien Universität zu Berlin. Während des anschließenden juristischen Vorbereitungsdienstes arbeitete er an seiner Promotion zum Thema Deklarationspflicht bei der laufenden Transportversicherung, welche er 1967 veröffentlichte. Nach der erfolgreich absolvierten juristischen Staatsprüfung war Seidel ab 1968 Volljurist.
Neben seiner Ausbildung war er von 1964 bis 1967 als Assistent an der Rechtswissenschaftlichen Fakultät der Freien Universität Berlin für die Lehrstühle zum Privatrecht, Wirtschaftsrecht, Versicherungsrecht und Arbeitsrecht tätig.

### Karriere
Seine Karriere beim WDR begann er 1968 in der Programmverwaltung und wechselte anschließend in die Hauptabteilung Verwaltung. Ab Mai 1971 war er Referent des Verwaltungsdirektors. Anschließend übernahm er im Mai 1973 zusätzlich die Funktion des Vorsitzenden des Planungsausschusses. Ab April 1974 war er dann Leiter der Hauptabteilung Verwaltung. Schließlich wurde er 1981 zum Verwaltungs- und Finanzdirektor gewählt und ab 1996 zum stellvertretenden Intendanten des WDR ernannt.
Er erhielt 1985 einen Lehrauftrag von der Universität zu Köln, der sich mit den „Problemen der Rundfunkökonomie“ beschäftigte, wofür er 1992 zum Honorarprofessor ernannt wurde.

### Mitgliedschaft in Gremien
- seit 1981 beratendes Mitglied des Bavaria-Film-Aufsichtsrats (seit 2005 Mitglied)
- seit 1981 Mitglied im Kuratorium der Stiftung zur Förderung des Instituts für Rundfunkrecht an der Universität zu Köln
- seit 1981 Mitglied im Wirtschaftsbeirat der Stadtsparkasse Köln
- seit 1985 Mitglied des Beirats des Instituts für Rundfunkökonomie an der Universität zu Köln
- seit 1986 stellv. Vorsitzender des Aufsichtsrats der KölnMusik GmbH
- seit 1989 Mitglied des Aufsichtsrats der Radio NRW GmbH
- seit 1994 Mitglied im Medienausschuss der IHK Köln
- seit 1995 Vorsitzender des GEZ-Verwaltungsrats
- seit 1997 Mitglied des Vorstands des Vereins der Freunde der Kunsthochschule für Medien in Köln
- seit 1999 Mitglied im Aufsichtsrat der WDR-Gebäudemanagement GmbH
- seit 2000 Mitglied im Kuratorium der Kunsthochschule für Medien
- seit 2001 Mitglied im Kuratorium der Musikhochschule Köln
- seit 2006 Vorsitzender des Aufsichtsrats der Bavaria Film GmbH

## Privatleben
Norbert Seidel ist verheiratet und hat zwei Kinder.

## Veröffentlichungen
- Dissertation „Deklarationspflicht bei der laufenden Transportversicherung“, Norbert Seidel, 1967
- Rundfunkökonomie : Organisation, Finanzierung und Management von Rundfunkunternehmen / Norbert Seidel ; Michael Libertus, 1993
- Eine ökonomische Beurteilung des Verfassungsgerichtsurteils zur Gebührenbemessung, Norbert Seidel 1995
- Der Rundfunk als privates und öffentliches Gut : 25 Jahre Institut für Rundfunkökonomie / herausgegeben von Manfred Kops, 2016